# Barbera
Barbera je stara sorta grožđa s porijeklom u Italiji.
Vino postiže kvalitetu tek kad je pravljeno od reduciranog uroda u toplijoj klimi. Ima visoku razinu kiseline i skoro ljubičastu boju koja je nestalna te se može dodatno stabilizirati barikiranjem kako bi se povećala siromašna razina tanina.
Barbera može razviti privlačnu aromu ribiza, šljive, višnje ili kupine, ali inače je prelagane arome i koristi se za miješanje s vinom "jačih" sorti.

## Vanjske poveznice
- Mali podrum  Arhivirana inačica izvorne stranice od 28. rujna 2007. (Wayback Machine) - Barbera; hrvatska vina i proizvođači